# Cidariplura monoides
Cidariplura monoides là một loài bướm đêm trong họ Noctuidae.